# محوطه (فیلم ۲۰۰۰)
محوطه (به انگلیسی: The Yards) فیلمی در ژانر جنایی محصول سال ۲۰۰۰ و به کارگردانی جیمز گری است. در این فیلم بازیگرانی همچون مارک والبرگ، واکین فینیکس، شارلیز ترون، الن برستین و جیمز کان ایفای نقش کرده‌اند.

## داستان
در راه‌آهن منطقه کوئینز، پیمانکاران واگنهای متروی شهری را تعمیر و بازسازی می‌کنند. این قراردادها بسیار پرسود هستند و بنابراین اختلاس و فساد امری عادی است. وقتی لئو هندلر از زندان آزاد می‌شود، متوجه ازدواج عمه خود با فرانک الچین، یکی از بزرگترین پیمانکاران منطقه می‌شود و ...

## بازیگران
- مارک والبرگ در نقش لئو هندلر
- واکین فینیکس در نقش ویلی گوتیرز
- شارلیز ترون در نقش اریکا سلتز
- جیمز کان در نقش فرانک الچین
- الن برستین در نقش وال هندلر
- فی داناوی در نقش کیتی الچین
- استیو لارنس در نقش آرتور میدانیک
- تونی موسانته در نقش سیمور کورمن
- دیوید زایاس در نقش افسر جری ریفکین

## جوایز
نامزد نخل طلا از جشنواره فیلم کن ۲۰۰۰ - جیمز گری